# Smallingerland
Smallingerland (Smellingerlân en frisó) és un municipi de la província de Frísia, al nord dels Països Baixos. L'1 de gener de 2009 tenia 55.251 habitants repartits per una superfície de 126,15 km² (dels quals 7,69 km² corresponen a aigua). Limita al nord amb Tytsjerksteradiel i Grootegast (Groningen), al sud amb Opsterland, a l'oest amb Boarnsterhim i a l'est amb Marum (Groningen).

## Nuclis de població
| Neerlandès          | Frisó               | Població |
| ------------------- | ------------------- | -------- |
| Drachten            | Drachten            | 44.537   |
| Opeinde             | De Pein             | 1.710    |
| Oudega              | Aldegea             | 1.723    |
| Boornbergum         | Boarnburgum         | 1.497    |
| Rottevalle          | Rottefalle          | 1.357    |
| Drachtstercompagnie | Drachtsterkompenije | 1.191    |
| Houtigehage         | De Houtigehage      | 948      |
| De Wilgen           | De Wylgen           | 730      |
| Nijega              | Nyegea              | 505      |
| De Tike             | De Tike             | 348      |
| De Veenhoop         | De Feanhoop         | 269      |
| Kortehemmen         | Koartehimmen        | 183      |
| Goëngahuizen        | Goaiïngahuzen       | 73       |
| Smalle Ee           | Smelle Ie           | 55       |

## Administració
El consistori actual, després de les eleccions municipals de 2007, és dirigit pel socialista B. Middel. El consistori consta de 31 membres, compost per:
- Partit del Treball, (PvdA) 11 escons
- Crida Demòcrata Cristiana, (CDA) 7 escons
- ChristenUnie, 4 escons
- SP, 3 escons
- Partit Popular per la Llibertat i la Democràcia, (VVD) 2 escons
- GroenLinks, 1 escó
- Partit Nacional Frisó, (FNP) 1 escó
- Smallingerland belang, 1 escó
- Gemeinden Belangen, 1 escó